# 烏石二
烏石二（1765年—1810年），原名麥有金，清朝中葉活躍於南中國海的海盜（華南海盜）。
烏石二為廣東省雷州府海康縣烏石村（今屬雷州市烏石鎮）人，因在家中排行第二，故而人稱烏石二。他在兄長烏石大（麥有貴）、烏石三（麥有吉）的幫助下組建海盜團夥。主要活躍於雷州半島附近洋面。
烏石二後來宣誓效忠於西山朝，被任命為寧海副將軍，後又被授予清海大將軍官職。1801年6月，阮福映攻破西山朝都城富春（今順化），支持西山朝華南海盜遭遇慘敗。西山朝皇帝阮光纘逃往昇龍（今河內），烏石二與鄭七一起，繼續效力於西山朝。
西山朝滅亡後，華南海盜陷入互相殘殺的局面，五位海盜首領被消滅。為了避免自取滅亡，在1805年，烏石二與鄭一、吳知青、金古養、郭婆帶、梁寶、鄭老童七位海盜首領達成協議，組成海盜聯盟。烏石二的部下船隊使用藍色旗幟，被稱為藍旗幫。
烏石二作為藍旗旗主，其麾下成員有烏石大（麥有貴）、烏石三（麥有吉）、周添、楊片客、陳亞廣、龍運登、鄭耀章等，還有管理帳簿的楊為夢、宋國興，以及被革除功名而落草為寇的黃鶴。
1810年，在得知黑旗幫幫主郭婆帶與紅旗幫幫主張保仔相繼接受官府招安之後，烏石二於5月29日派張亞安前往硇洲，請求張保仔允許投降。但張保仔扣留了張亞安，因而烏石二率船隊逃往海南島。張保仔率船至，迫其投降。烏石二不從，與張保仔對抗。雙方於6月13日在儋州交戰，烏石二戰敗被俘，其部眾相繼被擒，藍旗幫覆滅。烏石二等人被押往海康縣，在縣城北門被凌遲处死。